# Псеудоматематика
Псеудоматематика је израз настао парафразирањем израза псеудонаука, што се користи за све идеје које се представљају као научне, а то нису. Псеудоматематика је облик активности налик математичким предузетих првенствено од стране нематематичара, аматера.
Напори псеудоматематичара се могу поделити у следеће категорије:
1. Покушај решавања класичних проблема на начин који је већ доказано немогућ;
2. Стварање нових математичких теорија;
3. Покушај решавања тешких проблема средњошколским знањем математике, често инсистирајући да је употреба више математике погрешна или превара.

Покушаји у првој категорији су у старту осуђени на неуспех. Они у другој су, у принципу, узалудни јер у најбољем случају поново се открива познато, а у најгорем случају води у бесмислице. Неки облици нумерологије се могу свести под другу категорију.
Напори из треће области не морају бити одбачени одмах, јер неки напредни математички резултати могу бити доказани елементарним техникама. У сваком случају, ако истраживач не поседује дубоко познавање материје којом се бави, формално или интуитивно, вероватноћа значајних открића је минимална. Као редак, и ванредно светао, изузетак од овог може послужити индијски геније, математичар Шриниваса Рамануџан.
Псеудоматематика има свог парњака у псеудофизици, где аматери још увек покушавају да пронађу перпетуум мобиле (perendev), оповргну Ајнштајнову теорију релативитета или траже сличну занимацију за мозак.

## Нерешиви проблеми
Примери нерешивих проблема укључују и следеће конструкције у еуклидској геометрији користећи само лењир и шестар:
- квадратура круга: цртање квадрата исте површине као дати круг
- удвостручење коцке: цртање коцке двоструко веће запремине од дате
- трисекција угла: подела неког угла на три једнака дела

Више од 2000 година математичари су покушавали да реше ове проблеме. Разлог неуспеха је пронађен тек у 19. столећу доказивањем немогућности решења. То није обесхрабрило псеудоматематичаре; напротив, дало им је нову инспирацију за даље оштрење ума.

## Текући трендови псеудоматематике
Последњих година псеудоматематичари су посветили енергију оповргавању Геделове друге теореме некомплетности (спада у прву категорију) и доказивању последње Фермаове теореме техникама елементарне математике (трећа категорија). Данас познати доказ Последње Фермаове теореме је дугачак и изузетно компликован, и покрива многе области напредне математике. Ово посебно изазива псеудоматематичаре, јер у белешки на маргинама књиге коју је некад давно записао Ферма, записано је да је доказ малко дужи али елементаран.
Следећи покушаји су везани за смишљање алгоритма за компресију без губитка информације који би сажимао било какве улазне податке или покушај оповргавања теореме о четири боје. Оба случаја спадају у прву категорију и стога су доказано немогући. За први случај је доказ чак и једноставан, то је покушај пресликавања великог скупа у мањи скуп методом један-према-један.
Омиљене теме псеудоматематичара су и неодређеност израза 0/0, значење бесконачности, природа комплексних бројева и имагинарне јединице итд.